# Astianthus
Astianthus, monotipski biljni rod drveća iz porodice katalpovki smješten u tribus Tecomeae. Jedina vrsta A. viminalis je autohtona u južnom Meksiku i Srednjoj Americi (Gvatemala, Salvador, Honduras i Nikaragva)

## Opis
Astianthus viminalis je zimzeleno drvo, ili ponekad samo grm, obično naraste do 20 metara visine. Biljka se bere iz divljine za upotrebu kao lijek, a kora se također može koristiti kao izvor vlakana. Lišće je poput vrbinog i živozelene boje, stabla čine lijep prizor kada su prekrivena svojim obilnim, sjajno žutim cvjetovima.

## Stanište
Obale uz potoke, na nadmorskoj visini do 500 metara, stabla često stoje duboko u vodi u sezoni poplava.

## Ljekovitost
Listovi su hipoglikemijski. Uvarak poznat kao 'agua de tiempo' koristi se za liječenje karakterističnih simptoma dijabetičara. Kaže se da biljka ima antitumorska svojstva.

## Sinonimi
- Astianthus longifolius D.Don; Edinburgh Philos. J. 9: 262 (1823)
- Bignonia salicifolia Sessé & Moc.; Naturaleza (Mexico City), ser. 2, 1(App.): 99 (1889), nom. illeg.
- Bignonia viminalis Kunth; Nov. Gen. et Sp. 3: 132 (1819)
- Gelseminum viminale (Kunth) Kuntze; Revis. Gen. Pl. 2: 480 (1891)
- Tecoma viminalis (Kunth) Hemsl.; Biol. Cent.-Amer., Bot. 2: 497 (1882)